# Dragon Quest X
Dragon Quest X (ドラゴンクエストX 目覚めし五つの種族 オンライン Dragon Quest X: Mezameshi Itsutsu no Shuzoku Onrain?, lit. Dragon Quest X: El Despertar de las Cinco Tribus Online) es un MMORPG desarrollado y publicado por Square Enix originalmente para las consolas Wii y Wii U, con adaptaciones posteriores para Microsoft Windows, Nintendo Switch y Playstation 4. Es la décima entrega de la aclamada serie Dragon Quest y ha sido denominada "La entrega de mayor perfil por parte de terceros para la Wii" por Nintendo Power.

## Jugabilidad
Dragon Quest X sólo puede ser jugado offline unas pocas horas y luego se necesita acceso a internet para disfrutar de una experiencia completa. Es necesario pagar una cuota mensual para acceder al servicio en línea.

## Desarrollo
Desde el primer anuncio de este juego, el presidente de Nintendo en Japón, Satoru Iwata comparó la saga Dragon Quest con la saga Brain Age, que ha sido visto en oeste como invendible, y declaró que le gustaría trabajar más de cerca con Square Enix para aumentar el nivel de venta de la serie. En agosto de 2009, Dragon Quest X alcanzó el primer lugar en la lista de Famitsu de los juegos más esperados. A principios de septiembre de 2011, se anunció que el juego sería lanzado tanto como para Wii como para Wii U. El juego pasa a formar parte del género MMORPG, con diversas razas y personalización de personajes para los jugadores. La versión de Wii U posee una mayor potencia gráfica.